# Bruns (Familienname)
Bruns ist ein deutscher Familienname.

## Namensträger

### A
- Adéla Bruns (* 1987), tschechische Sportschützin
- Alexander Bruns (* 1966), deutscher Jurist und Professor
- Alken Bruns (1944–2021), deutscher Übersetzer, Skandinavist und Historiker
- Ambrosius Bruns (1678–1730), deutscher Geistlicher, von 1727 bis 1730 Abt in Grafschaft
- Anke Bruns, deutsche Journalistin
- Anna Bruns (1937–2025), deutsche Politikerin (GAL)
- August Bruns (Architekt) (Heinrich August Bruns; 1813–1884), deutscher Architekt
- August Bruns (Posaunist) (1834–1902), deutscher Posaunist in Leipzig
- August Bruns (Schriftsteller) (1847–1921), deutscher Schriftsteller und Zeichenlehrer
- August Ludwig Bruns (1790–1858), hannoverscher Fabrikant, Finanzsenator und Versicherungsgründer
- Axel Bruns (1915–1990), deutscher Verwaltungsjurist, Oberkreisdirektor in Rinteln und Celle

### B
- Benjamin Bruns (* 1980), deutscher Opernsänger (Tenor)
- Bernd Bruns (1935–2016), deutscher Karikaturist

### C
- Catharina Bruns (* 1979), deutsche Unternehmerin und Autorin
- Christiane Bruns (1951–2013), deutsche Journalistin, siehe Tissy Bruns
- Christiane Bruns (Medizinerin) (* 1965), deutsche Chirurgin
- Christine Bruns-Özgan (* 1954), deutsch-türkische Klassische Archäologin
- Claudia Bruns (* 1969), deutsche Historikerin
- Claudius Bruns (* 1975), deutscher Kabarettist, Liedermacher, Pianist und Autor

### D
- Dmitri Bruns (1929–2020), estnischer Architekt
- Doris Henne-Bruns (* 1954), deutsche Chirurgin und Hochschullehrerin

### E
- Emil Bruns (1915–1997), deutscher Unternehmer
- Erich Bruns (Mediziner) (1889–1976), deutscher Arzt und Parlamentarier (NSDAP)
- Erich Bruns (1900–1978), deutscher Meeresforscher
- Esther Lotz-Bruns, deutsche Rechtsanwältin und Verfassungsrichterin

### F
- Ferdinand Bruns (1869–1932), deutscher Lehrer und Biologe
- Florian Bruns (* 1979), deutscher Fußballspieler
- Florian Bruns (Medizinhistoriker) (* 1978), deutscher Medizinhistoriker
- Friedhelm Bruns (1939–2022), deutscher Fußballspieler
- Friedrich Bruns (1862–1945), deutscher Hansehistoriker
- Friedrich Bruns (Offizier), preußischer Major und Freikorps-Mitglied
- Friedrich-Carl Bruns (1947–2014), deutscher Diplomat und Generalkonsul

### G
- George Bruns (1914–1983), US-amerikanischer Filmmusik-Komponist
- Gerda Bruns (1905–1970), deutsche Klassische Archäologin
- Günter Bruns (1914–2003), deutscher Pathologe

### H
- Hans Bruns (Theologe) (1895–1971), deutscher Theologe, Bibelübersetzer
- Hans-Günter Bruns (* 1954), deutscher Fußballprofi
- Hans-Jürgen Bruns (1908–1994), deutscher Jurist
- Hayo Bruns (1872–1951), deutscher Mediziner und Fachbuchautor
- Heiner Bruns (1935–2019), deutscher Theaterintendant
- Heinrich Bruns (Mathematiker) (1848–1919), deutscher Mathematiker und Astronom
- Heinrich Bruns (Schauspieler) (1867–1914), deutscher Schauspieler, Sänger (Tenor) und Kabarettist
- Heinrich Bruns (Gewerkschafter) (1907–1968), deutscher Gewerkschafter
- Heinrich Julius Bruns (1746–1794), deutscher Lehrer
- Herbert Bruns (1920–1998), deutscher Ornithologe, Publizist und Hochschullehrer
- Horst Bruns (* 1964), deutscher Fußballspieler
- Hugo Carl Georg Bruns (1890–1931), deutscher Jurist

### I
- Ivo Bruns (1853–1901), deutscher klassischer Philologe

### J
- Jakob Eberhard Bruns (1725–1795), deutscher Politiker, Lübecker Ratsherr und Ältermann der Kaufleute-Kompagnie
- Johann Bruns (Politiker) (1932–2018), deutscher Gewerkschafter, Volkshochschulleiter und Landespolitiker (SPD)
- Johann Christian Bruns (Mediziner) (1735–1792), deutscher Arzt, Hofmedicus, Professor und Prosektor für Anatomie
- Johann Christian Conrad Bruns (1800–1877), deutscher Drucker und Verleger in Minden
- Johann Georg Theodor Bruns (1786–1835), deutscher Jurist, Rechtsanwalt und Gerichtsdirektor in Braunschweig
- Johannes Bruns (* 1966), deutscher Politiker
- Julia Bruns (* 1975), deutsche Politikwissenschaftlerin und Schriftstellerin
- Jürgen Bruns (* 1966), deutscher Dirigent

### K
- Käthe Bruns (1879–1970?), die erste deutsche renommierte (Segel)sportjournalistin
- Karin Bruns (Künstlerin) (1918–1997), deutsche Grafikerin, Malerin und Bühnenausstatterin
- Karin Bruns (1957–2016), deutsche Medien- und Literaturwissenschaftlerin
- Karl Bruns (Sprachforscher) (1850–1921)
- Karl Georg Bruns (1816–1880), deutscher Rechtswissenschaftler
- Klaus Bruns (* 1962), deutscher Bühnen- und Kostümbildner
- Klaus Peter Bruns (1913–2011), deutscher Landwirt und Politiker (SPD), MdL

### L
- Leo Bruns (1884–1957), deutscher Kunsthistoriker
- Ludwig Bruns (1858–1916), deutscher Neurologe

### M
- Manfred Bruns (1934–2019), deutscher Bundesanwalt und Schwulenaktivist
- Marc Bruns (* 1985), deutscher Eishockeyspieler
- Margarete Bruns (1873–1944), deutsche Schriftstellerin
- Marianne Bruns (1897–1994), deutsche Schriftstellerin
- Martin Bruns (* 1960), Schweizer Bariton und Hochschullehrer
- Matthias Bruns (* 1957), deutscher Fußballspieler
- Max Bruns (1876–1945), deutscher Verleger
- Max Bruns (Fußballspieler) (* 2002), niederländischer Fußballspieler

### P
- Pantaleon Bruns (1670–1727), Abt des Abdinghofklosters und Weihbischof in Paderborn
- Patrick Bruns  (* 1961), deutscher Rechtsanwalt, Dozent und Schriftsteller
- Paul von Bruns (1846–1916), deutscher Chirurg
- Paul Bruns-Molar (1867–1934), deutscher Gesangspädagoge und Musikschriftsteller
- Paul Jakob Bruns (1743–1814), deutscher Theologe, Geograph, Philologe und Hochschullehrer
- Peter Bruns (Theologe) (* 1961), deutscher Theologe, Geistlicher und Kirchenhistoriker
- Peter Bruns (Cellist) (* 1963), deutscher Cellist und Hochschullehrer
- Peter Bruns (Offizier) (* 1966), Schweizer Berufsoffizier
- Phil Bruns (1931–2012), US-amerikanischer Schauspieler

### R
- Raimund Bruns (1706–1780), deutscher Dominikaner und theologischer Autor
- Rainer Schmalz-Bruns (1954–2020), deutscher Politikwissenschaftler und Hochschullehrer
- Reinhard Bruns-Wüstefeld (1883–1967), deutscher Politiker (DVP), Bezirksbürgermeister von Berlin-Tempelhof
- Roger Bruns (1972–2020), deutscher Eishockeyspieler
- Rudolf Bruns (1910–1979), deutscher Hochschullehrer der Rechtswissenschaften

### S
- Sebastian Bruns (* 1982), deutscher Politikwissenschaftler, Marineexperte und Leitender Wissenschaftler am Institut für Sicherheitspolitik Universität Kiel (ISPK)
- Simon Bruns (Braun, Bruno, Büttner, um 1525–1570), deutscher lutherischer Theologe und Reformator
- Sylvia Bruns (* 1969), deutsche Politikerin (FDP) und Abgeordnete des Niedersächsischen Landtages

### T
- Taylor Bruns (* 1991), US-amerikanische Volleyballspielerin
- Thomas Bruns (Diplomat) (1948–2023), deutscher Diplomat
- Thomas Bruns (Dramaturg) (* 1964), deutscher Musiker und Dramaturg
- Thomas Bruns (Schriftsteller) (* 1976), deutscher Schriftsteller und Lyriker
- Thomas Bruns (Leichtathlet) (* 1978), deutscher Marathonläufer
- Thomas Bruns (Fußballspieler) (* 1992), niederländischer Fußballspieler
- Timo Bruns (* 1982), deutscher Fußballspieler
- Tissy Bruns (1951–2013), deutsche Journalistin

### U
- Ulrike Bruns (* 1953), deutsche Leichtathletin
- Ursula Bruns (1922–2016), deutsche Autorin und Pferdesachverständige
- Ute Reimers-Bruns (* 1963), deutsche Politikerin (SPD), MdBB

### V
- Victor von Bruns (1812–1883), deutscher Chirurg
- Victor Bruns (1904–1996), deutscher Fagottist und Komponist
- Viktor Bruns (1884–1943), deutscher Jurist

### W
- Walter Bruns (Schauspieler) (* 1874; † nach 1943), deutscher Theaterschauspieler und Sänger
- Walter Bruns (Offizier, 1889) (1889–1967), Generalmajor der Wehrmacht, zuletzt Kommandeur der 89. Infanterie-Division
- Walter Bruns (Offizier, 1891) (1891–1957), Generalmajor der Wehrmacht
- Walther Bruns (1889–1955), deutscher Offizier und Luftschiffer
- Warner Bruns (1901–1972), deutscher Landwirt und Politiker (DP)
- Werner Bruns (* 1954), deutscher Soziologe
- Wilhelm Bruns (* 1963), deutscher Hornist
- Willy Bruns (1904–1998), deutscher Unternehmer im Fruchthandel und Reeder
- Wolfgang Bruns (* 1931), deutscher Chemiker, TU Berlin